# Alfonso Carrillo de Albornoz
Alfonso Carrillo de Albornoz (ur. w Cuence, zm. 14 marca 1434 w Bazylei) – hiszpański kardynał.

## Życiorys
Urodził się w Cuency, jako syn Gómeza Carrilli i Urracy de Albornoz. 22 września 1408 roku został kreowany kardynałem diakonem i otrzymał diakonię Sant'Eustachio. 28 listopada został mianowany administratorem apostolskim Osmy. W 1416 roku, wraz z kardynałami Pedro Fonsecą i Carlosem Urriésem, odpowiedział królowi Alfonsowi V, że nie opuści antypapieża Benedykta XIII, uznając go za prawowitego następcę św. Piotra. Równie stanowczo kardynałowie odrzucili propozycję ambasady Kastylii, by udać się na sobór w Konstancji, choć ich sojusz z antypapieżem zaczął słabnąć. Wkrótce potem zaczęli nalegać na Benedykta XIII żeby abdykował i wysłał delegację na sobór, by udało się zakończyć schizmę zachodnią. Wobec odmowy antypapieża, kardynałowie powtórzyli swoje prośby w 1417 roku i nakłaniali go, by uznał wybór Marcina V. Antypapież ponownie odmówił, zatem kardynałowie opuścili obediencję awiniońską 5 stycznia 1418 roku i złożyli przysięgę posłuszeństwa nowemu papieżowi we Florencji, który potwierdził ich urzędy. W 1420 roku Carillo został legatem w Bolonii, a około dwóch lat później został administratorem apostolskim Sigüenzy. W 1424 otrzymał kościół tytularny Santi Quattro Coronati jako beneficjum komendatoryjne. Był także protektorem zakonów joannitów, cystersów i karmelitów oraz archidiecezji ryskiej. Uczestniczył w konklawe 1431 i jako protodiakon koronował nowego papieża Eugeniusza IV. Zmarł 14 marca 1434 roku w Bazylei.